# Halle (Saale) Hauptbahnhof
Halle (Saale) Hauptbahnhof is een spoorwegstation in de Duitse plaats Halle (Saale). Het station behoort tot de Duitse stationscategorie 2. Het station werd in 1890 geopend. Er maken dagelijks meer dan 50.000 reizigers gebruik van het station.

## Treindienst
| Serie  | Treinsoort                                 | Route | Bijzonderheden |
| ------ | ------------------------------------------ | --- | --- |
| NJ 425 | Nightjet (ÖBB)                             | Brussel-Zuid – Brussel-Noord – Luik-Guillemins – Aachen Hbf – Köln-Ehrenfeld – Bonn Hbf – Koblenz Hbf – Mainz Hbf – Frankfurt (Main) Süd – Erfurt Hbf – Halle (Saale) Hbf – Berlin Südkreuz – Berlin Hbf | Drie keer per week. Trein splitste en combineerde in Mannheim Hbf. Rijdt Brussel – Mannheim samen NJ 40425. Rijdt Mannheim – Berlijn samen met NJ 40469. |
| S 3    | S-Bahn Mitteldeutschland (DB Regio Südost) | Halle-Nietleben – Halle (Saale) Hbf – Leipzig Hbf – Wurzen – Oschatz | |
| S 5    | S-Bahn Mitteldeutschland (DB Regio Südost) | Halle (Saale) Hbf – Leipzig/Halle Flughafen – Leipzig Hbf – Altenburg – Zwickau Hbf | Wordt versterkt door S5X |
| S 5X   | S-Bahn Mitteldeutschland (DB Regio Südost) | Halle (Saale) Hbf – Leipzig/Halle Flughafen – Leipzig Hbf – Altenburg – Zwickau Hbf | |
| S 7    | S-Bahn Mitteldeutschland (Abellio Rail)    | Halle (Saale) Hbf – Angersdorf – Lutherstadt Eisleben – Sangerhausen | |
| S 8    | S-Bahn Mitteldeutschland (DB Regio Südost) | [ Dessau Hbf – ] / [ Jüterbog – Lutherstadt Wittenberg Hbf – ] Bitterfeld – Halle (Saale) Hbf | |
| S 9    | S-Bahn Mitteldeutschland (DB Regio Südost) | Halle (Saale) Hbf – Delitzsch oberer Bahnhof – Eilenburg | |
| S 47   | S-Bahn Mitteldeutschland (DB Regio Südost) | Halle-Trotha – Halle (Saale) Hbf | |